# Bánszky Sándor
Bánszky Sándor (Szeged, 1888. február 11. – Villefranche-de-Rouergue, 1918) magyar szobrász, éremművész.

## Élete és munkássága
Teljesen árva volt, tanulmányainak költségeit a szegedi árvaszék fedezte. A középiskolát Szegeden végezte, majd 1906-ban a székelyudvarhelyi agyagipari szakiskolában tanult. Első külföldi útja Münchenbe vezetett, utána egy ideig Csáky Józseffel, fiatal szegedi művésztársával együtt a pécsi Zsolnay gyárban dolgozott.
Ezután elvégezte a budapesti iparművészeti iskolát, ahol Maróti Géza és Mátrai Lajos tanítványa volt. Munkáiért többször kitüntetést kapott, szorgalma révén állami segélyben részesült. Ennek köszönhetően járt Bécsben és tett 1909-ben tanulmányutat Olaszországban. 1910-ben szerezte meg oklevelét, és az iparművészeti iskola szobrászati tanszékének tanársegédje lett. Műveivel szerepelt a Képzőművészeti Társulat kiállításain.
1913 tavaszán Csáky után Párizsba utazott, hogy a század első évtizedében itt megindult modern művészeti áramlatokba bekapcsolódhasson. 1914 elején Párizsban csatlakozott hozzájuk Szolcsányi Gyula, aki később Szegeden síremlékszobrászként dolgozott. Bánszkynak szép műterme volt a rue Vaugiardon, ahol az ismerősök és szakmabeliek mint Szobotka Imre és Bossányi Ernő festőművészek, gyakran találkoztak. A nyelvész Eckhardt Sándor is járt itt, róla Bánszky egy portrét mintázott.
1914 tavaszán Bánszky és Csáky is sikerrel szerepeltek a független művészek kiállításán. Az első világháború azonban megtörte pályájukat, a magyar állampolgárokat ekkor internálótáborba vitték. Csáky ekkor már francia állampolgár volt.
A Villefranche-de-Rouergue-i gyűjtőtáborban Bánszky és Szolcsányi egészen a háború végéig együtt voltak. Itt is dolgoztak, rajzokat, plaketteket és szoborvázlatokat, terveket készítettek. Bánszky kevés megmaradt művén a konstruktív, geometrikus mintázásra való törekvést látható. 1918 őszén a spanyolnátha járvány áldozata lett.

## Galéria

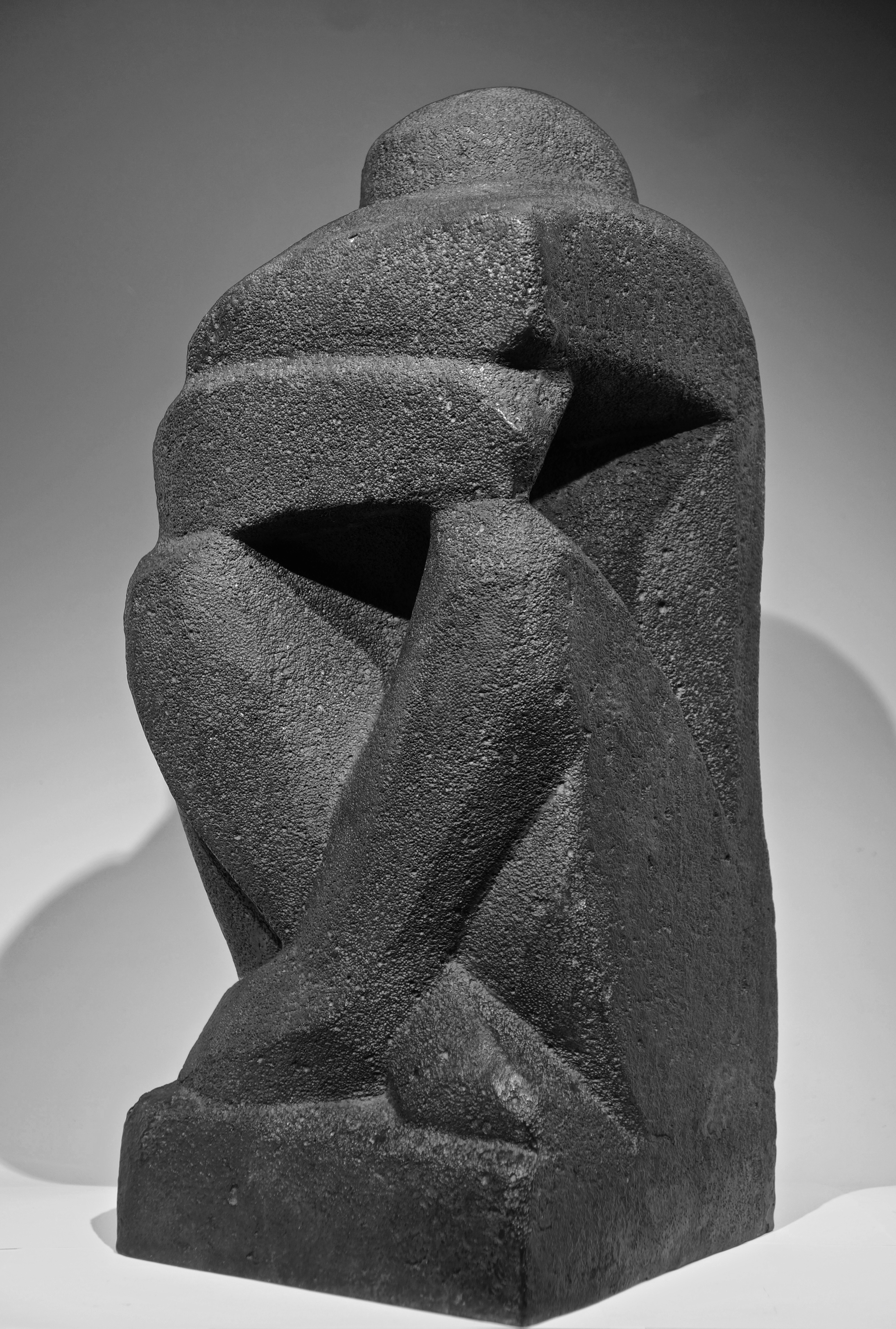
Guggoló férfi - 1913
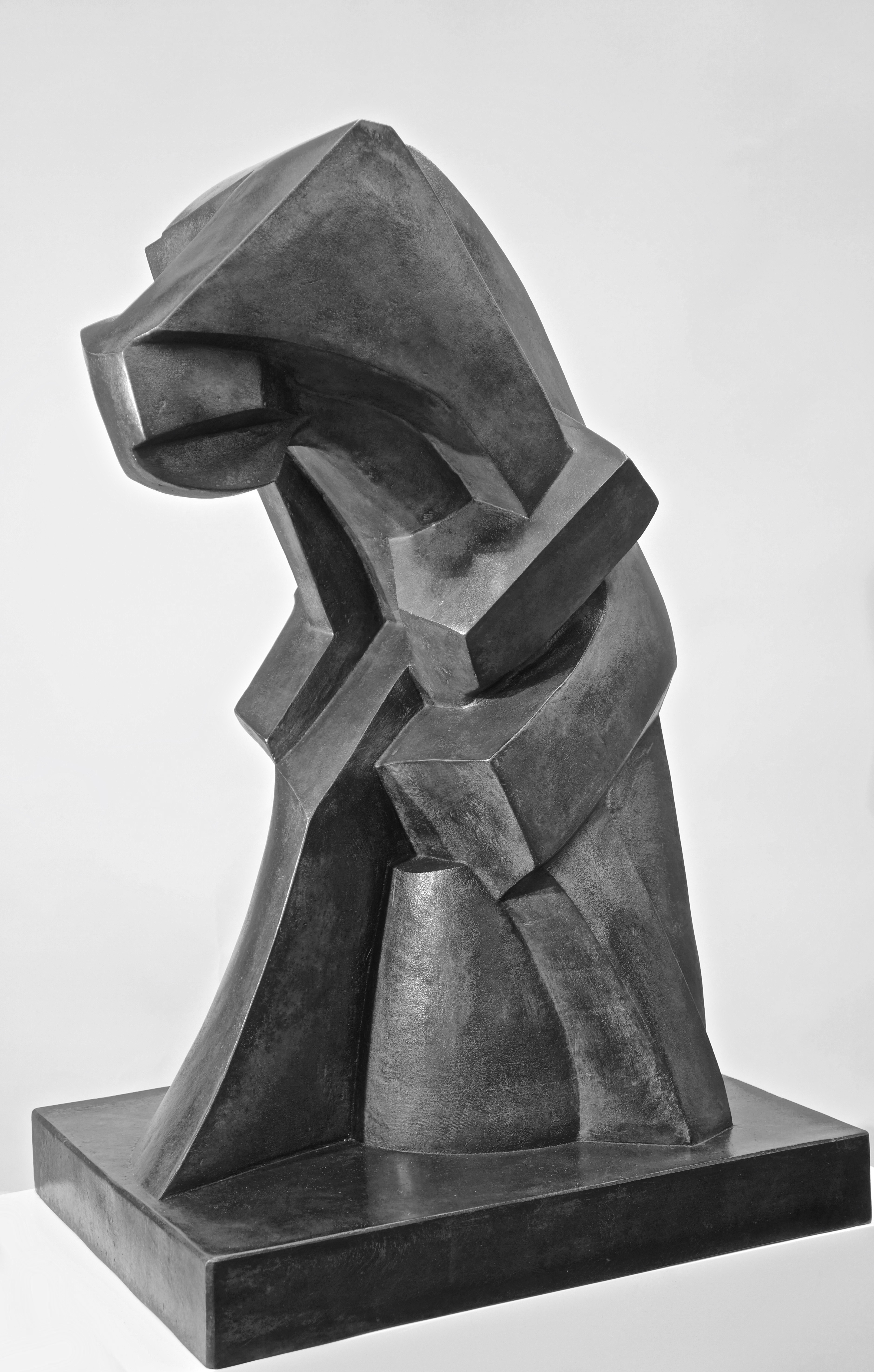
Hajló alak - 1914
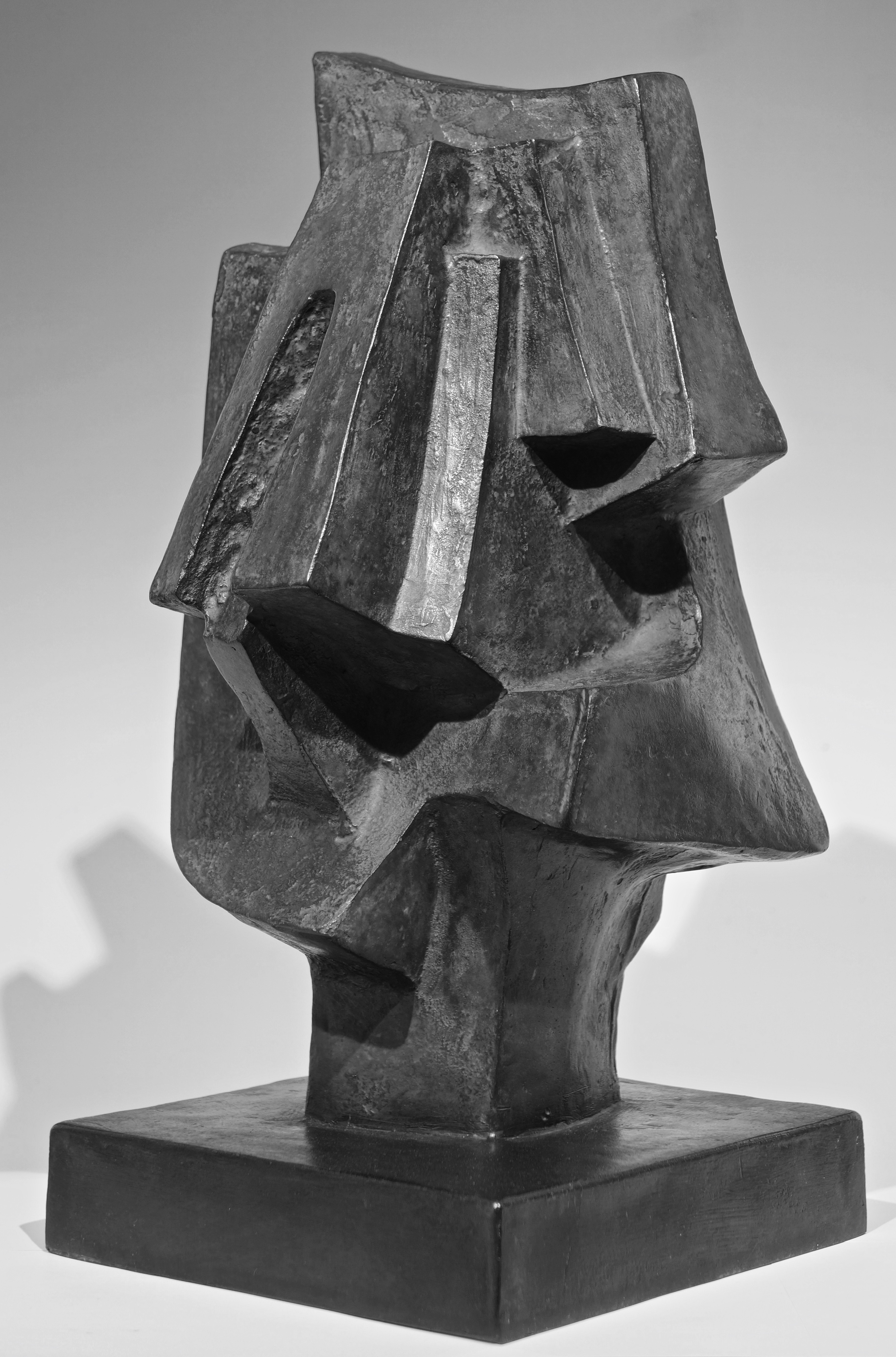
Absztrakt fej - 1916